# فيغاس غولدن نايتس
فيغاس غولدن نايتس (بالإنجليزية: Vegas Golden Knights)‏ هو فريق هوكي الجليد من مدينة لاس فيغاس.يشارك في دوري الهوكي الوطني منذ موسم 2017.